# تونتسایوکی
تُونْتْسایوکی (به روسی: Тунтсайоки، فنلاندی: Tuntsajoki) رودخانه‌ای در جنوب شبه جزیره کولا در استان مورمانسک روسیه است که ۱۵۰ کیلومتر (۹۳ مایل) طول دارد. این رود از جنگل‌های فنلاند سرچشمه می‌گیرد و به رودخانه تومچا می‌ریزد. بزرگ‌ترین شعبه آن واتسیمانیوکی است.